# Emil Čebokli
Emil Čebokli, slovenski policist in veteran vojne za Slovenijo, * ?.
Čebokli je bil direktor Policijske uprave Koper do 1. avgusta 2005, ko se je upokojil.

## Odlikovanja in priznanja
- spominski znak Republiška koordinacija 1991[1]